# Refik Memišević
Refik Memišević (n. 14 mai 1956, Bačko Novo Selo⁠(d), Bač Municipality⁠(d), RP Serbia, RSF Iugoslavia – d. 4 ianuarie 2004, Subotica, Serbia) a fost un luptător ce a reprezentat Iugoslavia, medaliat olimpic. A participat la 2 ediții ale Jocurilor Olimpice (1980, 1984) în care a câștigat o medalie de argint.